# Digera muricata
Digera muricata är en amarantväxtart som först beskrevs av Carl von Linné, och fick sitt nu gällande namn av Carl Friedrich Philipp von Martius. Digera muricata ingår i släktet Digera och familjen amarantväxter.

## Underarter
Arten delas in i följande underarter:
- D. m. muricata
- D. m. macroptera
- D. m. patentipilosa
- D. m. trinervis